# ME Bölcsészet- és Társadalomtudományi Kar
A Miskolci Egyetem Bölcsészet- és Társadalomtudományi Kara (ME BTK) 1992-ben alakult fakultás.

## Története
Észak-Magyarország tudományos életében a nehézipar több mint évszázados léte, 1945 utáni politikai indíttatású fejlesztése a műszaki tudományok dominanciájához vezetett. A térség felsőfokú társadalomtudományi szakemberképzésével az egri és a sárospataki főiskola foglalkozott, így a humán szakemberek hiánya komoly gondot jelentett a régió egésze számára. A bölcsészképzés igénye ezért a régióban igen intenzíven jelentkezett. A miskolci egyetem nehézipari jellegének megváltozásához igencsak hozzájárult 1983-ban a jogi, 1990-ben pedig a gazdaságtudományi kar megalapítása. Az intézmény neve 1990-ben változott Nehézipari Műszaki Egyetemről Miskolci Egyetemre, ami önmagában jelezte, hogy lassan teret nyert a tudományegyetemi koncepció, az univerzitás sokszínűségének gondolata.
A Miskolci Bölcsész Egyesület létrejötte és az általa 1990-ben megindított bölcsészképzés kezdeti sikerei is azt jelezték, hogy a régióban erős társadalmi igény mutatkozik erre a képzésre. Az Egyesület igen sok kiváló, országos hírű tudóst nyert meg a miskolci oktatás ügyének, s a nagy létszámú hallgatóság visszaigazolta a szervezők optimizmusát. Ugyanakkor már az első időszakban megmutatkozott, hogy a szaktárca vezetése fenntartásokkal fogadja ezt a magánkezdeményezést, amely több ponton törvénybe ütköző módon szervezte az oktatást.
Ilyen helyzetben határozott úgy a Miskolci Egyetem vezetése, hogy lépéseket tesz a bölcsészképzés megindítására. A létrehozandó kar legnagyobb előnyeként azt hangsúlyozta a javaslat, hogy mivel Miskolcon nincsenek hagyományai a bölcsészettudományi képzésnek, így az egyetem vezetésének a szakok felállításakor kizárólag a jelen s az ezredforduló kihívásaira kell tekintettel lennie. A bizottság célszerűnek látta a kart 1992 szeptember 1-i alapítással létrehozni. Kifejezte abbéli óhaját, hogy a Miskolci Bölcsész Egyesületben tanulók átvételének lehetőségét biztosítani kell majd. A tervek szerint bizonyos szakokon nemcsak első, hanem a második évfolyamra átvettekkel második évfolyamot is lehetne indítani. Az egyetemi tanács 1991. december 5-ei ülésén a karalapítási javaslatot 81/1991. sz. határozatával elfogadta.
Az Intézet első tanévének kezdetén az alábbi tanszékek kezdték meg az oktató munkát:
- Magyar Irodalomtudományi Tanszék. Tanszékvezető: Kilián István.
- Magyar Nyelvtudományi Tanszék. Tanszékvezető: B. Gergely Piroska.
- Történettudományi és Művelődéstörténeti Tanszék. Tanszékvezető: Faragó Tamás.
- Filozófiai Tanszék. Tanszékvezető: Hársing László.
- Szociológiai és Politológiai Tanszék. Tanszékvezető: Pokol Béla.
- Neveléstudományi Tanszék. Tanszékvezető: Mihály Ottó.
- Kulturális és Vizuális Antropológiai Tanszék. Tanszékvezető: Kunt Ernő.
- Alkalmazott Nyelvészeti Tanszék. Tanszékvezető: Klaudy Kinga.
- Angol Nyelvészeti Tanszék. Tanszékvezető: Korponay Béla.
- Angol Irodalom Tanszék. Tanszékvezető: Pálffy István.
- Német Nyelvészeti Tanszék. Tanszékvezető: Bradean-Ebinger Nelu.
- Német Irodalom Tanszék. Tanszékvezető: Kovács József László.
- Szlavisztikai és Romanisztikai Tanszék. Tanszékvezető: Gárdus János.
- Idegennyelvi Oktatási Központ. Vezetője: Bátfai István.

A tanévkezdésre összeállt az oktatói gárda is. Összesen 97 főállású, 64 másodállású oktató lépett munkába, közülük főállású egyetemi tanár 3 fő, másodállású 7 fő. A docensek közül nyolcan főállásban, 24-en másodállásban tevékenykedtek az Intézetben. A létszám nagy részét a 43 nyelvtanár adta, továbbá az adjunktusok és tanársegédek.
Az oktatók több helyről rekrutálódtak. Egy részük az Miskolci Egyetem más karairól jött, sokan korábban a Miskolci Bölcsész Egyesület oktatói voltak. Mellettük a régió és a főváros sok neves oktatóját sikerült megnyernie az egyetem vezetésének. A filozófia területéről Fehér M. István, Nyíri János Kristóf, a politológus Schlett István, a szociológus Csepeli György, a néprajztudós Barna Gábor, az irodalomtörténész Szelestei Nagy László, Heltai János, a neveléstudomány területén tevékenykedő Báthory Zoltán, Vekerdy Tamás, Trencsényi László, a történészek közül Péter Katalin, Heckenast Gusztáv, Kubinyi András neve mutatja az Intézet létrehozóinak nem titkolt célját, azt, hogy Miskolc színvonala mielőbb összevethető legyen az ország bármely más egyetemével. Megtörtént az Intézet vezetőjének kijelölése is: az egyetem rektora Pokol Bélát bízta meg ezzel a feladattal, 1993. június 30-ig szóló megbízatással.
Az Intézet első otthonát az E/7-es kollégium első emeletének néhány irodája jelentette, majd az 1993/94-es tanév elejétől költözhetett a legtöbb tanszék, a Dékáni Hivatal és a tanulmányi adminisztráció a Tüzeléstechnikai Kutatóintézettől (közismert nevén: TÜKI-től) átvett, B/2-es elnevezésű, négyemeletes irodaépületbe. A 4464 négyzetméter alapterületű létesítmény 11 nagyméretű előadótermével, 70 irodahelyiségével már megfelelt a bölcsészképzés céljainak. A kar 2022-ben elhagyta a B/2-es épületet. A Dékáni Hivatal és a Magyar Nyelv- és Irodalomtudományi Intézet az A/4-es, az Alkalmazott Társadalomtudományok Intézete az A/5-ös, a Történettudományi Intézet, a Tanárképző Intézet és az Antropológiai és Filozófiai Tudományok Intézete a C/1-es, míg a Modern Filológiai Intézet az A/6-os épületben található. A kar további szervezeti egységei találhatók még az ezredforduló után felújított C/2-es épülettömbben is. 
A könyvtári ellátás javulását eredményezte a Szakszervezetek Borsod Megyei Könyvtárának megszerzése. A gazdátlanná vált, kb. 20 000 kötetre rúgó gyűjtemény átvételét egy 1994. augusztusában kötött megállapodásban vállalta az Intézet, s gondoskodott a könyvtár három főfoglalkozású dolgozójáról is.
Az 1992/93. tanévben két évfolyammal indult meg a bölcsészképzés. A pótátjelentkezők mellett magyar és történelem szakon a Miskolci Bölcsész Egyesület hallgatóit is átvette a Miskolci Egyetem. Közülük az I. évfolyamra azok pályázhattak, akik az Egyesületben két eredményes félévvel, II. évfolyamra pedig mindazok, akik négy lezárt félévvel rendelkeztek. Így a magyar, és a történelem szakon első és második évfolyam indulhatott. A filozófia és a szociológia szakon is megindult a képzés, emellett. a nyelvoktatási szakokon folytatódott a hároméves főiskolai szintű képzés. Az 1992/1993. tanévre az I. évfolyamra 434, a II. évfolyamra 190 bölcsészhallgató iratkozott be. A bölcsészhallgatók közül az I. évfolyamra 202, a II. évfolyamra 187 főt vett át az egyetem a Miskolci Bölcsész Egyesület hallgatóiból.
1993. július 1-én, miután Pokol Béla megbízása lejárt, az oktatók Kabdebó Lóránt egyetemi tanárt választották meg az Intézet igazgatójává.
A főállású oktatók létszáma 1996-ra 78-ról 108-ra emelkedett, a másodállású oktatók számának egyidejű csökkenése mellett.
A MAB az akkreditációs eljárást, 1997. szeptemberében folytatta le, majd elfogadta az Intézet Karrá történő akkreditálására vonatkozó kérelmét. A Bölcsészettudományi Kar megnevezést először a Kormány 146/1997. (IX.5.) rendelete tartalmazta. A kar neve, követve a kar oktatási szerkezetében végbement változásokat, 2023. februárjában Bölcsészet- és Társadalomtudományi Karra változott.

## Szervezeti felépítése

### A Kar dékánjai (1997 előtt intézetigazgatói)
- Pokol Béla (1992–1993)
- Kabdebó Lóránt (1993–2001)
- Bessenyei József (2001–2005)
- Fazekas Csaba (2005–2009)
- Illésné Kovács Mária (2009–2013)
- Horváth Zita (2013)
- Illésné Kovács Mária (2013–)

### A karon működő intézetek és tanszékek

#### Alkalmazott Társadalomtudományok Intézete
- Szociális Munka Tanszék
- Szociológiai Tanszék
- Politikatudományi Tanszék
- Nemzetközi Tanulmányok Tanszék

#### Antropológiai és Filozófiai Tudományok Intézete
- Kulturális és Vizuális Antropológiai Tanszék
- Filozófiai Tanszék
- Kommunikáció- és Médiatudományi Tanszék

#### Magyar Nyelv- és Irodalomtudományi Intézet
- Magyar Nyelvtudományi Tanszék
- Magyar Irodalomtudományi Tanszék

#### Modern Filológiai Intézet
- Alkalmazott Nyelvészeti és Fordítástudományi Tanszék
- Angol Nyelv- és Irodalomtudományi Tanszék
- Német Nyelv- és Irodalomtudományi Tanszék

#### Tanárképző Intézet
- Pedagógia Tanszék
- Pszichológia Tanszék

Gyógypedagógia Intézet

#### Történettudományi Intézet
- Ókortörténeti, Művelődéstörténeti és Muzeológia Tanszék
- Őstörténeti és Régészeti Tanszék
- Új- és Jelenkor-történeti és Hadtörténeti Tanszék
- Közép- és Kora Újkor-történeti Tanszék

### A karon működő kutatócsoportok
- Amerikanisztika Kutatócsoport
- Családkutató Központ
- Felső-Magyarország Története Kutatócsoport
- Közoktatás és a Felsőoktatás Partneri Kapcsolata Kutatócsoport
- Művészet és Nevelés Kutatócsoport
- Nyelvi- és Kommunikációs Kutatócsoport
- Romakutató Csoport

### A karon működő szakkollégiumok
- Kabdebó Lóránt Multidiszciplináris Szakkollégium

### Képzések

#### Alapképzés (BA)
- anglisztika
- germanisztika
- gyógypedagógia
- kommunikáció- és médiatudomány
- közösségszervezés
- kulturális antropológia
- magyar
- nemzetközi tanulmányok
- politikatudományok
- régészet
- szociális munka
- szociológia
- történelem

#### Mesterképzés (MA
- fordító és tolmács
- Közép-Európa tanulmányok (angol nyelven)
- kulturális antropológia (magyar és angol nyelven is)
- kulturális mediáció
- magyar nyelv és irodalom
- politikatudomány
- szociológia
- történelem

#### Osztatlan tanárképzés
- angol nyelv és kultúra tanára
- etikatanár
- földrajztanár
- informatikatanár (digitális kultúra tanára)
- magyartanár
- média-, mozgókép- és kommunikációtanár
- német nyelv és kultúra tanára
- történelemtanár és állampolgári ismeretek tanára

#### Szakmai tanárképzések
- egészségügyi tanár
- közgazdásztanár (vállalkozási ismeretek)
- mérnöktanár (gépészet-mechatronika)

#### Doktori képzések
- Miskolci Egyetem Irodalomtudományi Doktori Iskola; vezető: Kecskeméti Gábor egyetemi tanár, az MTA rendes tagja

#### Szakirányú továbbképzések
- Alkalmazott szociális gerontológia
- Coach
- Kiadói szerkesztő
- Közoktatás vezető és pedagógus szakvizsga
- Német üzleti szaknyelvi tréner
- Pedagógus szakvizsga
- Protestáns köznevelési vezető
- Kreatív írás
- Régészeti kulturális örökség, védelem és hasznosítás
- Szociális menedzser
- Társadalomtudományi és gazdasági szakfordító (angol, kínai, német, orosz)
- Újságíró
- Vállalati protokoll és kommunikáció

## Diákhagyományok
A Miskolci Egyetem hallgatóinak életét végigkísérik a Selmecről örökölt diákszokások. A hagyományok elsősorban a barátságról, az egymás iránti tiszteletről és szakmaszeretetről szólnak, összetartást kovácsolnak és bensőséges kapcsolatot teremtenek a felsőbb évesek és fiatalabbak között. Ezeket a diákhagyományokat a selmecbányai kötődésű felsőoktatási intézményekben a mai napig ápolják, a Miskolci Egyetemen a régi karok, de az új karok közül is többen.
A Miskolci Egyetem Bölcsészettudományi Karán a hagyományőrzés „elkezdésére” a megalakulás után hamar felmerült az igény. Az első bölcsész balekokat még műszakis Firmák oktatták, a legtöbb bölcsész bursch „felmenői” között bányász és kohász Firmákat találhatunk, hiszen ők tartották az első balekoktatásokat, ők vállaltak el először bölcsész pogányokat. Az idő múlásával felvetődött a kari egyenviselet bevezetése is. Igaz, hogy 1996-tól már hordtak Bocskai egyenviseletet karon, 2001-től pedig Kazinczyt, de hivatalosan papírra vetve ez egészen 2012-ig nem valósult meg. A 2011/2012-es tanév Bölcsész Valéta Bizottságának és Kloska Tamás a. Félórán át Ekselek Valétaelnök fáradhatatlan munkájának köszönhetően valósult meg a hivatalos alapító okirat, amit a Bölcsészettudományi Kar Hallgatói Önkormányzata, Dékáni Hivatala és a Miskolci Egyetem karainak összes Valétaelnöke és Bizottsága elfogadott.
A Bölcsészettudományi Karon négy társaság működik, önálló Valéta Bizottsága van, általában jellemzőek a jó színvonalú szakestek, hetente van daltanítás. Bölcsész különlegesség a „Firma-balek szakestély”. Jellemzőek még a szakos szakestélyek (történész, anglisztikás, magyaros) is. A balekoktatások tanszéki rendszerben működnek, általában öt tanszék van egy évben, ami teljesítendő a pogányság számára. A mindenkori Valéta Elnököt a második félévben választja a szakos képviselőkből álló Valéta Bizottság. A Valéta Bizottságot támogatja a mindenkori bölcsész Hallgatói Önkormányzat, a Valéta Bizottság a HÖK része.

## Nevezetes diákjai
- Bánki Gergely színész
- Bényi Ildikó műsorvezető
- Bócsi Krisztián fényképész, kulturális antropológus
- ByeAlex (Márta Alex) énekes, dalszerző
- Csöbör Katalin kulturális antropológus, politikus
- Debreceni Boglárka író, költő, szerkesztő
- Deutsch Zoltán médiaszakértő
- Erdei Sándor humorista
- Fandl Ferenc színész
- Ficsku Pál író
- Finta Éva író
- G. Fodor Gábor politológus
- Hervé-Lóránth Ervin képzőművész
- Horváth Júlia Borbála író
- Horváth Zita történész, a ME rektora
- Jakab Péter politikus
- Jaskó Bálint színész
- Kabai Lóránt költő
- Kalácska Gábor műsorvezető
- Kiss Noémi író
- Kocsis László Levente filozófus
- Koós István irodalomtörténész
- Madár Veronika színész
- Mezei Dániel sportriporter, kommentátor
- Mizser Attila író, költő
- Nagy Csilla irodalomtörténész
- Nagy Károly Zsolt kulturális antropológus
- Osztolykán Ágnes politikus
- Pistyur Veronika televíziós műsorvezető
- Sipos Imre színművész
- Steklács János nyelvész
- Szegedi Dezső színművész, rendező
- Szegedy-Kloska Tamás történész, kurátor
- Tóth-Szántai József újságíró, műsorvezető, Miskolc polgármestere
- Tóth Vilmos (történész) kulturális antropológus
- Varga Zoltán politikus
- Zárug Péter Farkas politológus

## Nevezetes oktatói
- A. Molnár Ferenc nyelvész
- B. Gergely Piroska nyelvész
- Bán András műkritikus
- Bessenyei József történész
- Bíró Ferenc irodalomtörténész
- Bodó Sándor néprajzkutató
- Borsos Balázs etnográfus
- Csizmadia Ervin politológus
- Fehér M. István filozófus
- Fejér Ernő fotó- és grafikusművész
- Feld István régész
- Ferenczi László irodalomtörténész
- Fügedi Márta néprajzkutató
- Gulyás Gyula filmrendező
- Gulyás János filmrendező
- Hegedűs Attila nyelvész
- Heltai János irodalomtörténész
- Hites Sándor kritikus
- K. Csilléry Klára néprajzkutató
- Kabdebó Lóránt irodalomtörténész
- Kállai Ernő jogász, volt országgyűlési biztos
- Kecskeméti Gábor irodalomtörténész
- Kemény Gábor nyelvész
- Klaudy Kinga nyelvész
- Kőrizs Imre költő, műfordító
- Kulcsár-Szabó Zoltán irodalomtörténész
- Kunt Ernő néprajzkutató, kulturális antropológus
- Lányi Gusztáv szociálpszichológus
- Loss Sándor jogszociológus
- Makkai László lelkész
- Makoldi Miklós Zsombor régész
- Mózes Huba irodalomtörténész
- Pápay Sándor pedagógus
- Gelu Păteanu román műfordító, író
- Péterfy Gergely író
- Síklaki István szociálpszichológus
- Simon János politológus
- Szabó Márton filozófus
- Szelestei Nagy László irodalomtörténész
- Szili József irodalomtörténész
- Tringli István történész
- Tusnády László irodalomtörténész
- Viga Gyula etnográfus

## Közlekedés
Az Egyetemváros területét több autóbuszvonal is érinti, ezek a 20-as, 22-es, 29-es és ME jelzésű buszok. Az Egyetemvárosban található a 22-es és ME jelzésű busz végállomása is.